# 金鐸河
金 鐸河（キム・タカ、キム・テカ、朝鮮語: 김탁하/김택하、1933年1月1日 - 2008年10月27日）は、大韓民国の実業家、政治家。第9代韓国国会議員。
本貫は慶州金氏。字は白虎、号は民海。キリスト教徒。

## 経歴
日本統治時代の全羅北道（現・全北特別自治道）金堤郡（現・金堤市）出身。南星高等学校卒。全北大学校法政大学法学科入学後、圓光大学校法学科卒。1966年中央大学校大学院修士課程修了、1971年同博士課程修了（国際政治学博士）。1958年に金堤林産社長、1961年に高麗木材工業株式会社代表理事社長・会長、1966年に製材協同組合理事、1970年に製材協同組合副理事長、1971年に大韓ハンドボール協会会長・大韓オリンピック委員会常任委員・国際政治学会顧問、1973年に国会議員を歴任したほか、金堤郡繁栄会会長、西海岸産業鉄道5郡合同推進委員会会長、国会無所属議員会副総務・報道官、アジア議員連盟韓国代表、世界道徳再武装会議韓国代表、世界平和宣教奉仕団総裁、統一外交問題研理事長を務めた。